# Egilsstaðir

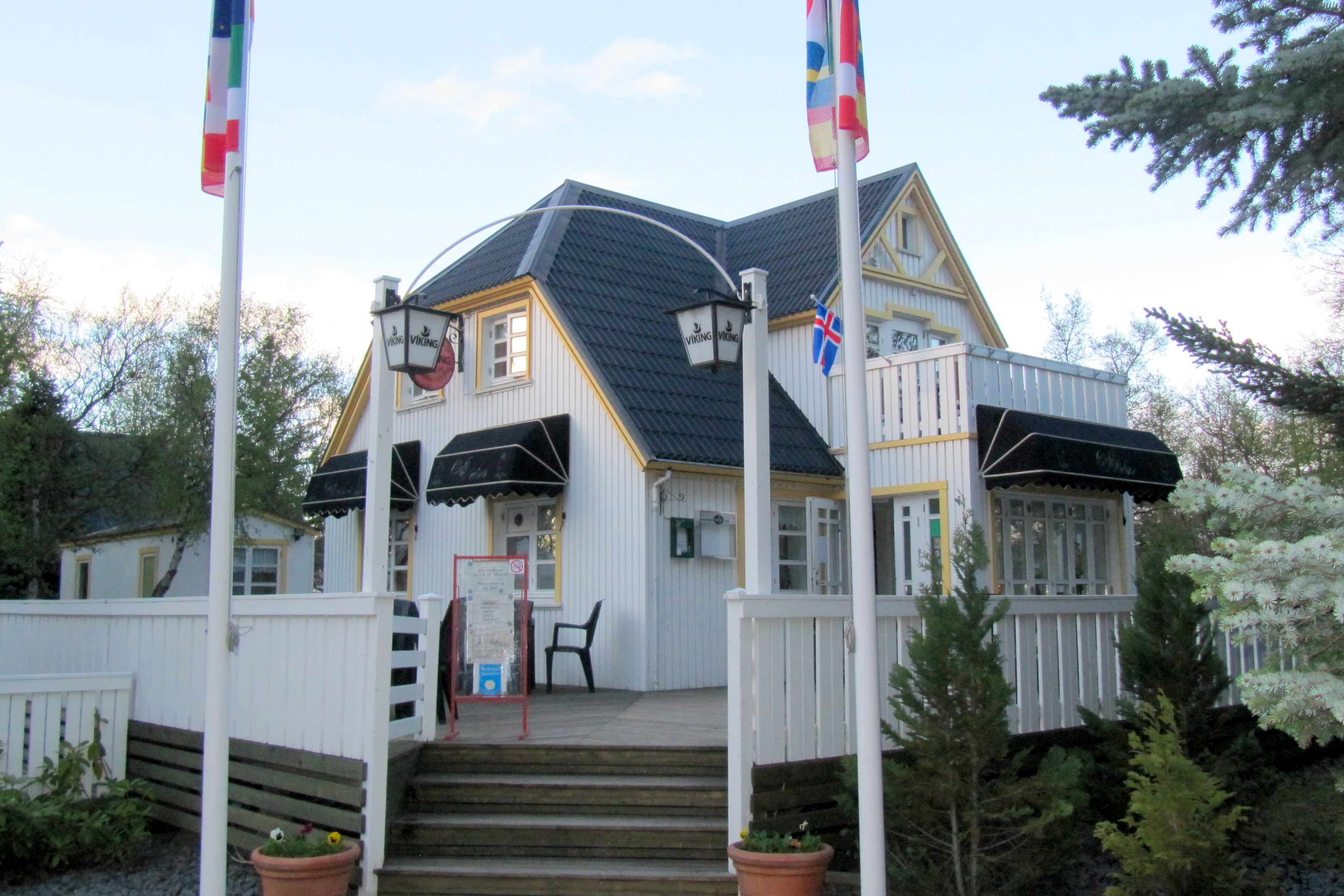
Egilsstaðirs äldsta privathus, byggt 1944

Egilsstaðir är en tätort på östra Island vid floden Lagarfljót, som mynnar ut i sjön med samma namn. År 2021 hade staden 2 552 invånare.
Egilsstaðir har en flygplats, Egilsstaðirs flygplats.